# Zespół Szkół Ogólnokształcących nr 1 im. Jana Długosza w Nowym Sączu
Zespół Szkół Ogólnokształcących nr 1 im. Jana Długosza w Nowym Sączu – powstał w 1999 wraz z utworzeniem Gimnazjum przy I LO. 

W skład Zespołu Szkół Ogólnokształcących nr 1 wchodzi Gimnazjum nr 1 im. Jana Długosza oraz I Liceum Ogólnokształcące im. Jana Długosza.

## Szkoła
Historia szkoły sięga 1818 roku, kiedy to zdecydowano o otwarciu sześcioklasowego gimnazjum, w którym naukę zaczęło pobierać 140 uczniów w budynku przy ul. Pijarskiej. Dwadzieścia lat później jej prowadzenie przejęli jezuici, a szkoła mieściła się przy ul. Piotra Skargi. Do budynku przy ul. Długosza przeniosła się w 1894 roku. Imię Jana Długosza otrzymała w 1925 roku. Od 1999, w związku z reforma edukacyjną, funkcjonuje jako Zespół Szkół Ogólnokształcących Nr 1 im. Jana Długosza w Nowym Sączu, w którego skład wchodzi Gimnazjum i Liceum. Obecnie kształci ok. 1400 uczniów pod kierunkiem ok. 100 nauczycieli.